# Svultentjärnen (Älvdalens socken, Dalarna, 681731-136824)
Svultentjärnen är en sjö i Älvdalens kommun i Dalarna och ingår i Dalälvens huvudavrinningsområde.